# Bernard-Armand-Jean de Bernard du Port
Bernard-Armand-Jean de Bernard du Port, né le 20 novembre 1772, à Angers, mort le 18 mai 1856 au château du Port de Miré, était un officier français, émigré et chef chouan.

## Biographie
Issu de la famille Bernard ou de Bernard, fils de Bernard-Jean-Mathurin Bernard de la Fosse, sieur du Port à Miré, ancien officier aux Dragons de la Reine, qui fut présent à l'assemblée générale des trois ordres de la sénéchaussée de Château-Gontier à Angers, le 16 mars 1789. 
Bernard-Armand-Jean de Bernard du Port est marié à Françoise-Adèle Bucher de Chauvigné (1789-1854), petite fille d'Anselme René Bucher de Chauvigné, en 1809 à Chemazé.
Il est maire de la commune de Miré de 1805 à 1830,, et propriétaire du Château du Port de Miré.
En 1825, il est associé, dans la concession des mines d'anthracite de Gomer en Mayenne.

### Ancien régime
Il est sous-Lieutenant au régiment d'Armagnac en 1789

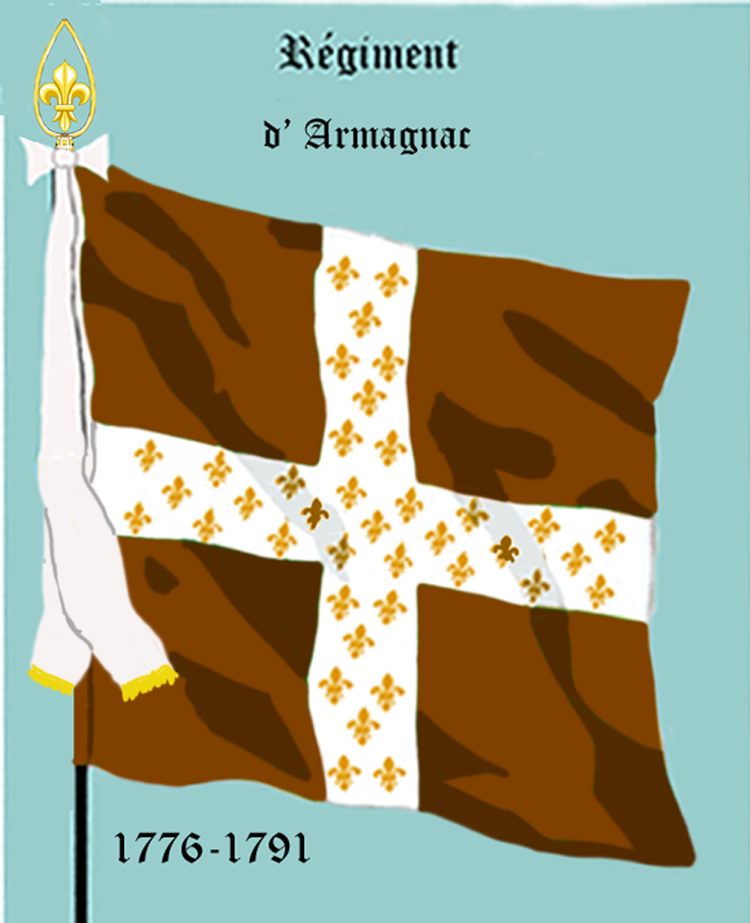
Rég d Armagnac 1776

### Émigration et chouannerie
Pendant la Révolution française, il émigre en 1791, et devient officier dans l'armée des princes, capitaine à l'armée de Condé, dans le corps de hussards de Rohan, du prince de Rohan-Manbazon, dont le brevet avait été accordé par le cabinet de Saint-James.
Pendant les Cent-Jours et la petite chouannerie, le 10 juin 1815, il se distingue aux combats de Champigné contre les gendarmes d'Espagne avec Marin-Pierre Gaullier, leur chef le comte de Champagné y est tué. À la suite de cette affaire, Bernard du Port est promu major dans l'armée du général d'Andigné,.

### Amnistie du Six Floréal An X
Bernard-Armand-Jean de Bernard du Port après avoir juré fidélité à la constitution en octobre 1800, bénéficie de l'amnistie concernant les anciens émigrés, à la suite de l'article 12 du Senatus Consulte en date du 6 Floréal An X (26 avril 1802),.

## Decorations
- Chevalier de l'Ordre royale et militaire de Saint-Louis au 1er janvier 1815[11].

## Sources
- Dictionnaire dictionnaire historique, géographique et biographique de Maine-et-Loire, Célestin Port.
- Émigration et chouannerie: mémoires du général Bernard de La Frégeolière, 1881.
- Mémoires du général d'Andigné. Vol. 2 : 1800-1857 / publiés avec introd. et notes par Ed. Biré, 1900.